# Hotel Weimar

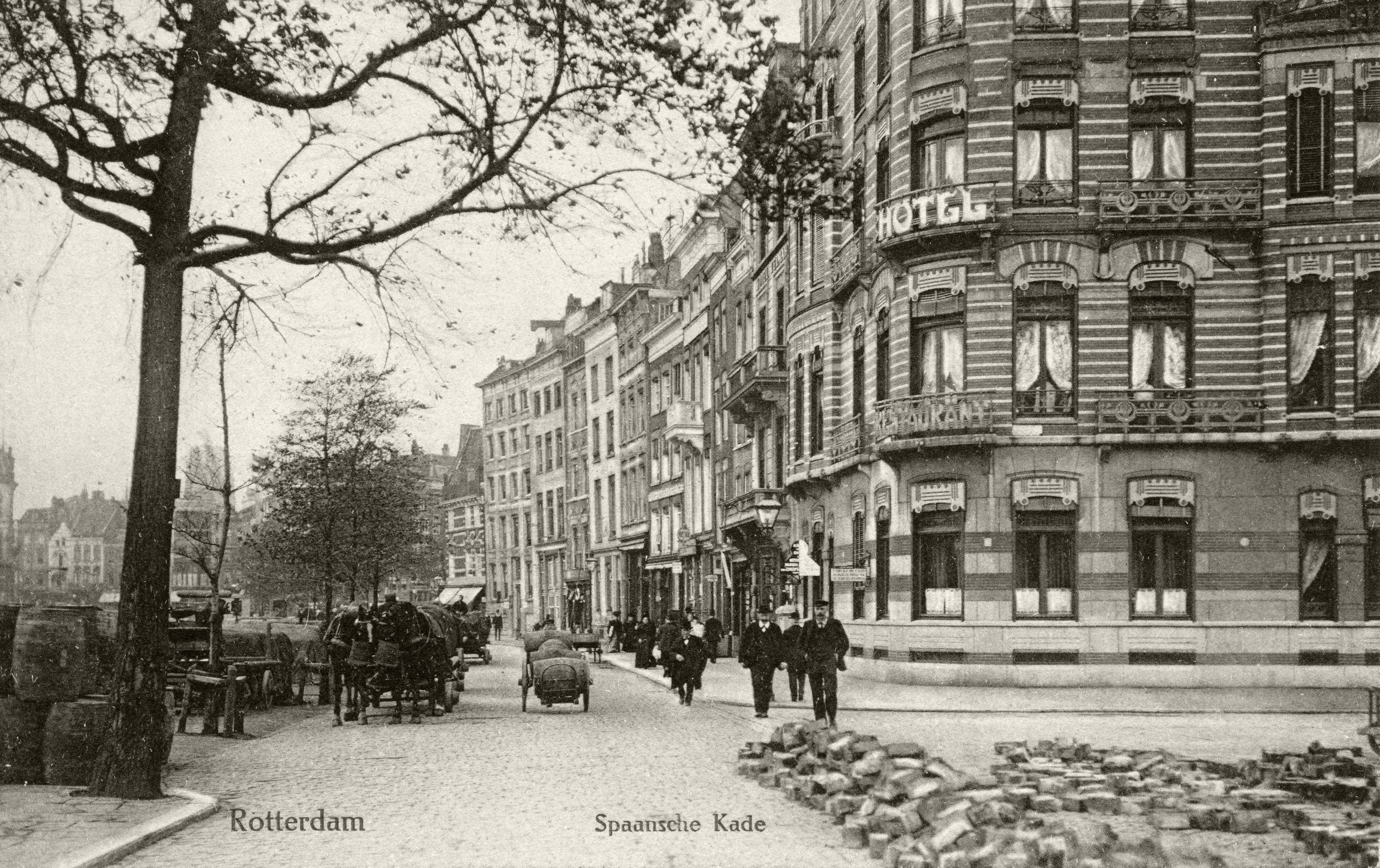
De Spaansekade met rechts op de hoek een gedeelte van het hotel.

Hotel Weimar was gevestigd op de hoek van de Spaansekade en de haven "het Haringvliet" in de Nederlandse Rotterdam en lag aan de Oude Haven. Het hotel werd geopend in 1903 en werd verwoest tijdens het bombardement op 14 mei 1940.

## Beschrijving
Het jugendstilgebouw was ontworpen door architect Willem Molenbroek, dezelfde architect die het Witte Huis ontwierp, en stond bekend als een chique hotel voor de gegoede burgerij. Het hotel werd specifiek aanbevolen voor alleenreizende heren van de hogere klassen en werd bezocht door meerdere belangrijke figuren in de geschiedenis, waaronder Henry Ford, die er tijdens zijn rondreis door Europa in 1930 verbleef om de plannen voor een Fordfabriek bij het Marconiplein te heroverwegen dan wel te schrappen. Andere belangrijke personen die het hotel bezochten waren onder andere geheim agente Valli Nael in 1925, die als reserve werd toegevoegd aan een Estlandse damesroeiploeg op de Olympische spelen van Amsterdam in 1928 en later gastvrouw en hoofd van de huishouding bij het hotel werd om Nazi's en NSB'ers die er verbleven te bespioneren. Ook Prins Bernhard kwam er veelvuldig, altijd zonder anjer, om belangrijke zaken te bespreken. Het is onduidelijk wat die zaken precies waren, maar wel is duidelijk dat het veelal Duitse diplomaten en soms NSB-aanhangers betrof.
Het hotel verzorgde voor de oorlog ook meermaals de mogelijkheid voor de Vereniging Israël om hun jaarvergadering te houden.

## Bezoek van Tomáš Masaryk aan Weimar
Een van de meest bekende figuren die Hotel Weimar bezocht was Tomáš Masaryk. Hij bezocht het hotel op zaterdag 12 september 1914, samen met zijn schoonzus Esperanza Garrigue. Esperanza wou snel terugkeren naar de Verenigde Staten omdat vijf weken eerder de Eerste Wereldoorlog was uitgebroken. Masaryk was er om allerlei activiteiten te ontplooien waar de toenmalige regering van Oostenrijk-Hongarije niet blij mee zou zijn.
Dankzij de parlementaire onschendbaarheid die hij genoot als afgevaardigde van de Weense Reichsrat, kon hij afreizen naar het neutrale Nederland en in Hotel Weimar vertegenwoordigers van Rusland, Engeland en Frankrijk ontmoeten, de landen waar Oostenrijk-Hongarije en het Duitse Keizerrijk mee in oorlog waren. Masaryk rekende op een overwinning van de Geallieerden en vroeg ze om hun steun bij de plannen die hij had voor de vorming van een onafhankelijke Tsjechische staat.
Hij reisde af naar Praag, maar niet voordat hij Robert William Seton-Watson had getelegrafeerd om een tweede bezoek aan Rotterdam te overwegen. Eenmaal daar zag hij de onvrede onder de Tsjechische bevolking, die het Oostenrijks-Hongaars leger in moest om tegen Russische en Servische 'broedervolken' te vechten, en keerde terug naar Rotterdam. Hij kreeg een visum en op 14 oktober 1914 betrok hij kamer 106 in het hotel, met uitzicht op het Witte Huis waar een Duitse spionagecel was gevestigd. 
Eenmaal daar, telegrafeerde hij ogenblikkelijk The Times met het verzoek iemand te sturen. Robert Seton-Watson, Brits politiek activist en Oost-Europaspecialist van de krant The Times, kwam direct naar Nederland en nam zijn intrek in de kamer naast Masaryk. Overdag overlegden ze met elkaar in hun kamers binnen het hotel, 's avonds liepen ze langs de kaden en bespraken ze de plannen, waarin hij de contouren schetste voor een onafhankelijk Tsjechië (wat uiteindelijk Tsjecho-Slowakije zou worden) wanneer het Oostenrijks-Hongaarse rijk uiteen zou vallen. Via een memorandum van 5 november 1914 werd deze visie bekend in het buitenland bij de geallieerden van toen, het Verenigd Koninkrijk, Frankrijk en Rusland.
Masaryk keerde rond 25 september 1915 terug naar Praag.
Als eerbetoon werd later in kamer 106 van het hotel het portret van Tomáš Masaryk opgehangen.

## Hotel Weimar tijdens het bombardement

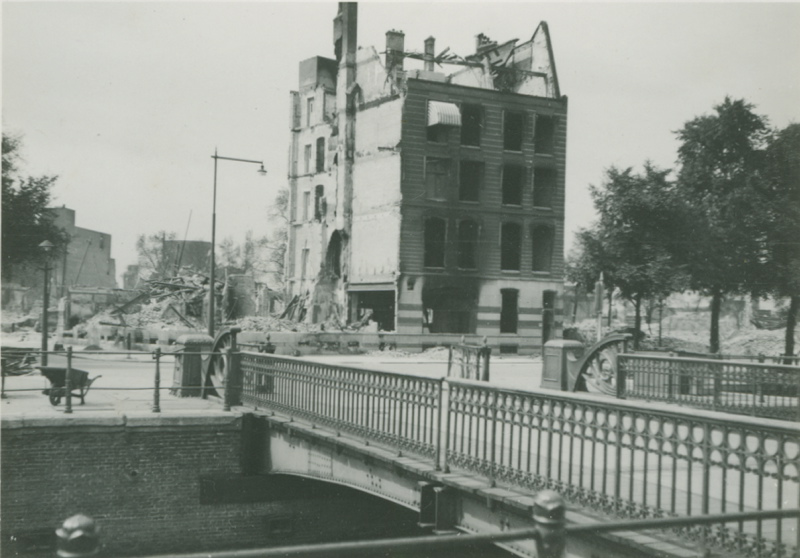
Restanten van het hotel nadat het door de bommenregen verwoest is.

Tijdens het bombardement op Rotterdam op 14 mei 1940 werd het hotel getroffen door bommen en  gedeeltelijk verwoest, samen met veel andere omliggende huizen. Het hotel had kunnen worden gerestaureerd, maar na de oorlog werd besloten het hotel niet opnieuw op te bouwen en sindsdien staan er op de plek van het voormalig hotel woningen die in de late jaren 1940 zijn gebouwd. Een van de voormalige straten die langs het hotel liep, werd toen ook opgeheven. 

## Masaryk-monument
Op donderdag 5 november 2015 werd voor de Jan Kuitenbrug bij de Geldersekade het Masaryk-monument (officieel T.G. Masaryk en Rotterdam) onthuld. Dit monument, ontworpen door architect Hans Citroen, bestaat uit een gouden plaque van Masaryk, zijn rol in de geschiedenis in vier talen (Nederlands, Tsjechisch, Slowaaks en Engels) en een telescoop die het inmiddels verwoeste hotel laat zien.